# Diffa
Diffa je město na jihovýchodě Nigeru poblíž hranice s Nigérii. Je hlavním městem stejnojmenného regionu.
Při sčítání lidu v roce 1977 měla Diffa 4253 obyvatel, při sčítání v roce 1988 zde žilo 13 387 lidí. Podle údajů ze sčítání z roku 2001 zde žilo 23 233 obyvatel. V roce 2012 vzrostl počet obyvatel na 56 437.